# Parit Teratak Air Hitam
Parit Teratak Air Hitam is een bestuurslaag in het regentschap Kuantan Singingi van de provincie Riau, Indonesië. Parit Teratak Air Hitam telt 764 inwoners (volkstelling 2010).